# Parowozownia Piła
Parowozownia Piła – XIX-wieczna parowozownia w mieście Piła.
Parowozownia została wzniesiona w latach 1870–1874 w związku z intensywnym rozwojem kolei na ziemiach pruskich. Dzięki zastosowaniu nietypowych rozwiązań architektonicznych stała się wzorcowym obiektem dla kilku tego typu budowli w Europie. Specyficzny jest okrągły kształt tego budynku, będący wzorem m.in. dla parowozowni w Berlinie i Magdeburgu. Przez lata użytkowana, w latach 90. XX wieku została wyłączona z eksploatacji, popadając tym samym w zapomnienie.
W lipcu 2010 roku po ponad 10 latach starań parowozownia, wraz z dworcem Piła Główna została wpisana do rejestru zabytków.
Obecnie budynek ten stanowi przedmiot zainteresowania Stowarzyszenia Parowozownia Pilska Okrąglak.